# Indianapolis
Indianapolis je glavni i najveći grad američke savezne države Indiane. Osnovan je 1821., a prema procjeni iz 2007. imao je 795.458 stanovnika, što ga čini 13. najvećim gradom u SAD-u.
Grad je osnovan 1821. godine, točno u centru savezne države Indiane. Tijekom 19. i 20. stoljeća zadobio je nadimak "Američko križanje" (eng. The Crossroads of America) zbog odlične prometne povezanosti.
U gradu se nalazi čuveni autodrom, koji je svakog svibnja mjesto održavanja auto utrke 500 milja Indianapolisa. U dvorani Conseco Fieldhouse svoje domaće utakmice igra NBA momčad Indiana Pacers. 

## Vanjske poveznice
- Službena stranica  Arhivirana inačica izvorne stranice od 6. rujna 2012. (Wayback Machine) (engl.)
- Stranica Turističke zajednice (engl.)

### Ostali projekti
|  | Zajednički poslužitelj ima još gradiva o temi Indianapolis, Indiana |